# 倪光荐
倪光薦（1531年—1586年），字允賢，一字達甫，號東洲，順天府薊州平谷縣人，明朝政治人物。

## 生平
嘉靖三十一年（1552年）壬子科順天鄉試第三十五名舉人，嘉靖三十五年（1556年）中式丙辰科會試第二百名，三甲第一百三十三名進士。通政司觀政，授華亭縣知縣。四十三年（1564年）七月選授戶科給事中，四十四年（1565年）七月升刑科右給事中，十二月升工科左給事中，四十五年（1566年）十一月升通政使司左參議。隆慶六年（1572年）正月復除原職，七月升左通政，萬曆四年（1576年）六月升通政使，八年（1580年）三月充廷試讀卷官，十一年（1583年）二月升工部左侍郎，仍管通政使事，十三年（1585年）三月升工部尚書，仍管通政使事。十四年（1586年）八月卒於官。

## 家族
曾祖倪昇，知縣；祖父倪恕，義官；父倪汝廉，教諭 累贈通政司左參議。母張氏，累封太宜人。具慶下。兄倪光遠，弟倪光久、倪光先。